# Антонович-Гординський Ярослав Дмитрович
Яросла́в Дми́трович Антоно́вич-Горди́нський (22 липня 1882, Шкло — 5 липня 1939, Львів) — український літературознавець, історик літератури, перекладач, педагог. Дійсний член НТШ (1914). Криптоніми: Я. А. Г., Яр. Горд., Г-ий, Я. Г. Доктор філології. Старший брат капелана Теофіла Антоновича-Гординського.

## Життєпис
Народився 22 липня 1882 р. у с. Шкло нинішнього Яворівського району (Галичина). Навчався у Львівському та Віденському університетах (1900—1904). Викладав українську та класичні мови в гімназіях Львова (1904—1905, 1912—1938), Коломиї (1905—1912). Був професором Львівської гімназії, Українського таємного університету (1922—1923), читав лекції на учительських курсах (1929—1930). У 1920-30-х роках неодноразово приїжджав до Тернополя, де був голової комісії при складанні матури в українській гімназії.
Помер 5 липня 1939 р. у Львові. Похований на полі № 50 Личаківського цвинтаря.

## Творчий доробок
Автор оповідань «Розведені» (1903), «Візник» (1905), «Чорний хліб» (1908); праць «До історії культурного й політичного життя в Галичині у 60-х рр. ХІХ в.» (1917), «Слідами старої української культури й зв'язків української літератури з ренесансом XVI—XVII ст.» (1924), «З української драматичної літератури XVII—XVIII ст.: Тексти й замітки» (1930), «Станіслав Виспянський і Україна» (1937), «Жіноче питання в повісті радянської України» (1937), «Літературна критика підсовєтської України» (1939), наукових розвідок з історії та історії української культури.
Окремі видання:
- Гординський Я. До історії культурного й політичного життя в Галичині у 60-х рр. ХІХ в. — Львів,1917. — 264 с.
- Гординський Я. Літературна критика підсовєтської України. — Львів — К., 1939. — 125 с.
- Гординський Я. Рапсоди про Україну // Назустріч. — 1938. — Ч.1. — С. 1-2.
- Грдинський, Ярослав. «Владимір» Теофана Прокоповича / написав Ярослав Гординський. — Київ: б. в., 1908?. — С. 20-71, 65-122. [Архівовано 19 вересня 2020 у Wayback Machine.]
- Гординський Я. Акад. Кирило Студинський як дослідник літератури XVI й XVII ст. — Львів: З друк. Наук. Т-ва ім. Шевченка, 1929. — 86 с. — (Записки Наукового Товариства імені Шевченка у Львові ; т. 99). [Архівовано 2 березня 2019 у Wayback Machine.]
- Гординський Я. До історії культурного й політичного життя в Галичині у 60-х роках XIX ст. / написав Ярослав Гординський. — Львів: Накладом Наук. т-ва ім. Шевченка, 1917. — 264 с. — (Збірник філологічної секції Наукового товариства імені Шевченка ; т. XVI). [Архівовано 25 вересня 2020 у Wayback Machine.]
- Пам'ятки української мови і літератури. Т. 8 : З української драматичної літератури XVII—XVIII ст. : тексти й замітки / подав Я. Гординський ; Наук. т-во ім. Т. Г. Шевченка, Археогр. коміс. — У Львові: Накладом Наук. т-ва ім. Шевченка, 1930. — 225 с. [Архівовано 23 січня 2021 у Wayback Machine.]
- Праці відділу українознавства. Т. 1 : Гординський Я. Літературна критика підсовєтської України / Ярослав Гординський ; Укр. могилян.-мазеп. акад. наук. — Львів ; Київ: З друк. Наук. т-ва ім. Шевченка у Львові, 1939. — 125, 2 с. [Архівовано 14 серпня 2020 у Wayback Machine.]